# Det forkerte vidne
Det forkerte vidne (engelsk: Hallowe'en Party) er en Agatha Christie-krimi fra 1969. Den foregår i et typisk engelsk landsbymiljø og har Hercule Poirot i rollen som detektiv og Ariadne Oliver i en betydelig rolle som igangsætter af plottet og som Poirots hjælper.

## Plot
Ved en fest for børn allehelgensaften bliver en teenagepige myrdet ved drukning i en vandspand, som har været benyttet til legen "applepicking". Mrs. Oliver er til stede og tilkalder Poirot, som hurtigt bliver klar over, at pigen har pralet af at have overværet et mord nogle år tidligere. Poirot opdager, at "gamle synder kaster lange skygger", for der har muligvis været flere uopdagede mord i landsbyen. En af den myrdede piges veninder sidder inde med viden om det oprindelige mord. Spørgsmålet er, om Poirot kan opklare sagen og redde hende fra at blive det næste offer.

## Anmeldelser
De fleste anmeldere anser denne sene roman for 2. rangs Christie.

## Bearbejdning
I TV-serien Agatha Christie's Poirot med David Suchet i rollen som Poirot indgår som en episode, der havde premiere 27. oktober 2010  Zoë Wanamaker spiller rollen som Mrs. Oliver, ifølge anmeldelserne med stor overbevisning. Episoden er vist flere gange på dansk TV, senest den 25. november 2015 på DR1.

## Udgaver på dansk
- Carit Andersen; 1971.